# Krunoslav Lovrek
Krunoslav Lovrek (* 11. September 1979 in Varaždin) ist ein ehemaliger kroatischer Fußballspieler.

## Karriere
Lovrek begann seine Profilaufbahn 1998 bei NK Zagreb. Für Zagreb bestritt er 124 Erstligaspiele und schoss dabei 28 Tore. Mit dem Verein wurde er 2001/02 kroatischer Meister. 2004 wechselte er zum japanischen Erstligisten Cerezo Osaka. 2004 kehrte er nach Kroatien zurück. Hier unterschrieb er einen Vertrag bei Hajduk Split. Mit dem Verein wurde er 2004/05 kroatischer Meister. Danach spielte er bei Lierse SK und NK Croatia Sesvete. 2006 kehrte er zu NK Zagreb zurück. Für Zagreb bestritt er 47 Erstligaspiele und schoss dabei 32 Tore. 2008 wechselte er zum türkischen Erstligisten Eskişehirspor. 2010 wechselte er nach Ostasien. Hier unterschrieb er einen Vertrag beim südkoreanischen Jeonbuk Hyundai Motors. Mit dem Verein wurde er 2011 südkoreanischer Meister. Von 2012 bis 2013 war er außerdem noch bei den Vereinen Qingdao Hainiu (China) und Sydney FC (Australien) unter Vertrag. 2013 kehrte er nach Kroatien zurück. Hier unterschrieb er einen Vertrag bei NK Sesvete.

## Erfolge
NK Zagreb
- Kroatischer Meister: 2001/02

Hajduk Split
- Kroatischer Meister: 2004/05

Jeonbuk Hyundai Motors
- Südkoreanischer Meister: 2011